# Cartoceto
Cartoceto – miejscowość i gmina we Włoszech, w regionie Marche, w prowincji Pesaro i Urbino.
Według danych na rok 2009 gminę zamieszkiwały 7994 osoby, 343,01 os./km². Burmistrzem Cartoceto jest Olga Valeri.